# 李英健
李英健（Marchy Lee，1976年9月2日－），香港首席方程式賽車車手，FIA 銀級車手，憑生俱來的賽車天賦，被譽為「港版舒密加」。因父親同是車手，李英健受父親的影響，小時已開始駕駛賽車，8歲開始已參加小型賽車，在1990年及1991年勇奪香港小型賽事少年組冠軍；然後到日本參加水平更高的賽事。在日本的兩年期間，他也取得了成功，其中包括在1993年贏得亞太卡丁車賽冠軍。

## 初期
李英健的父親李平光是製衣商人，也是一位業餘賽車手，李英健自幼受到薰陶，八歲便接觸小型賽車，十二歲已贏得香港小型賽車少年組冠軍。十三歲已隻身到日本受訓，十四、五歲就到法國、意大利參加職業比賽。1997年，李英健正式開始方程式賽車運動，並開始在剛落成的珠海國際賽車場內學習賽車技術。同年，李英健參加第一屆的中國康巴斯方程式（Formula Campus），在全部8個分站比賽中，李英健贏得了全部的桿位和其中6站的勝利，因而使他奪得第一屆康巴斯方程式全年總冠軍，因此珠海便成了李英健的半個主場。其後，李英健獲得前往法國的拉飛利亞（La Filiere）賽車學校培訓，一年之後（1998年），他參加了法國雷諾康巴斯方程式冠軍賽，躍升為中國首位三級方程式車手，與歐洲一些頂尖車手同場競技，並取得了第四名的好成績，位列參賽中國車手之首。

## 三級方程式
1999年，李英健征戰歐洲三級方程式，首先參加初級組賽事。2000年，李英健升級參加高級組錦標賽，並於法國三級方程式冠軍賽中獲得了第五名，同樣是中國車手中成績最好的。2000年，李英健返回亞洲，分別參加了亞洲及澳洲三級方程式錦標賽，更曾經在澳洲菲臘島的比賽中獲得桿位；也參加了第一屆的保時捷亞洲盃（Porsche Infineon Carrera Asia），奪得馬來西亞新山站（Johor Bahru）冠軍。
2000年11月，李英健成為首位香港方程式賽車車手，出戰澳門格蘭披治大賽車三級方程式賽，取得第13位；2001年，他再次參賽，同樣取得第13位。2002年，李英健第三度出戰三級方程式，獲得第7名的個人最佳成績。2003年，他轉戰澳門格蘭披治大賽車中的亞洲雷諾方程式挑戰賽，最後奪得亞軍。

## 寶馬方程式
2004年，李英健在萬里達車隊（Meritus Racing）的支持下，毅然決定參加新創立的亞洲寶馬方程式賽車系列賽（Formula BMW Asia），屬亞洲最高級別的方程式賽車錦標。李英健再一次在亞洲頂尖選手面前証明了自己的實力，在首10回合中囊括了9站冠軍，在賽季餘下4個分站前，已經提前獲得總冠軍殊榮，結果，李英健在全年14個回合中，取得12場分站勝利，成功登上第一屆亞洲寶馬方程式系列賽全年總冠軍寶座，他也是首位獲得國際級方程式賽車總冠軍榮譽的華人車手。

## 一級方程式
2005年2月，李英健宣佈和一級方程式賽車（F1）的意大利米納迪車隊（Minardi），進行了一次有關車隊在2005年賽季第三車手位置的談判，並於4月底與米納迪車隊簽約，成為F1試車手。翌年米納迪為紅牛能量飲料所收購，車隊改名為紅牛第二車隊（Toro Rosso），李英健去向未明。

## 雷諾V6方程式
2006年，機緣巧合之下，李英健獲得在珠海國際賽車場參加雷諾首度在亞洲舉辦的V6方程式賽車（Formula Asia V6 by Renault）的珍貴機會，而他也不負所托，在最後一回合的比賽中獲得了一席亞軍，並且創下了最快圈時。向賽車界再一次證明他依然是一位有實力的車手。

## 2007年保時捷亞洲盃
2007年，李英健得到前香港賽車好手傅厚澤支持下，亮相保時捷亞洲盃，參加在馬來西亞舉行的揭幕戰首兩回合比賽，同時為慈善出力。這次參賽計劃名為「慈善賽車」，受惠機構是「孩之夢想基金」。李英健在第一回合奪得排頭位出賽資格，但他最後在兩個回合的比賽也屈居亞軍。賽後李英健更宣佈將會繼續出戰該季其他分站，包括7月22日印尼站的第五和第六回合、10月7日上海站的第九回合、11月4日珠海站的第十和第十一回合、以及11月18日澳門站的最終回合。

## A1大獎賽賽車世界盃
然而，李英健並未輕易放棄方程式賽車，2007年8月28日，李英健獲邀到英國銀石賽車場，進行A1中國車隊的選拔測試，以爭取與現任第一車手程叢夫，投入今年A1GP第三季賽事，同時獲邀參加選拔測試的車手，還包括來自北京的王建偉、上海的馬青驊與台灣的林帛亨，一同角逐A1中國隊後備車手的席次。2007年9月16日，A1中國隊於珠海國際賽車場，舉行A1GP世界汽車大奬賽新車發動儀式，慶祝珠海國際賽車場將於2007年12月15-16日，首次主辦A1GP賽季第五回合分站；李英健當日獲大會邀請，擔任新車發動儀式的車手，並駕駛A1中國隊戰車，在賽道上試跑三圈。數日後，A1中國隊在北京透過官方正式宣佈，李英健力壓上海的馬青驊及台灣的林帛亨，成為A1中國隊的第二號車手，將與第一車手程叢夫代表中國隊出戰2007-08賽季的A1GP賽事，並確定李英健將會在年底舉行的A1GP第5回合珠海站以正選登場，李英健亦因此成為歷史性首位出戰A1GP的香港車手。

## 2010年保時捷亞洲盃
2010年3月，李英健正式宣布回歸車壇！李英健在2009年因專注車廠業務，足足一年未有比賽，但他表示賽車才是他的主要職業，他表明今年會全數出戰亞洲保時捷卡雷拉盃，並已獲得中國紅牛車隊贊助出賽。

## 2012奧迪R8 LMS盃
2012年，李英健參加新成立的奧迪R8 LMS杯，並在揭幕站奪得桿位。李英健在第一回合屈居熊龍之後獲得亞軍，在第二回合，李曾超越熊龍進佔首位，但卻遇上慢車和發生碰撞，令戰車打滑；幸好最後仍能返回賽道。冠軍最後落在方駿宇手中。
2012年5月27日，李英健於吉隆坡舉行的亞洲GT系列賽，於首、次回合均殺入三甲，並以一分領先中華台北車手李勇德踞首位。
奧迪R8LMS盃在2012年11月11日於上海國際賽車場閉幕，Marchy李英健經過長達7個多月共12回合激戰，最終以229分的總成績，成為奧迪盃首屆冠軍車手，名列史冊。

## 2020-21年澳門大賽車
2020年在「澳門GT盃」勇奪亞軍的李英健，2021年會駕駛首度在澳門登場的Aston Martin Vantage GT3出戰澳門GT盃。在出賽前，他獲資助成為香港的「精英運動員」。

## 演藝工作
李英健在2001年曾經簽約劉德華的天幕公司，嘗試開拓演藝事業，並在劉德華的《還記得我嗎》廣告和MV中客串扮演一名足球員。

## 罰款及停牌
2009年7月16日，李英健與友人聚餐飲酒時，被發現停泊在附近的私家車冒烟，警方接報到場後本處理好事件，惟稍後有市民舉報目擊李駕駛及停泊涉案車輛，警察重返現場調查，李卻兩度拒絕提供呼氣樣本，最後被拘捕。李於2009年9月11日在東區裁判法院承認一項體內懷疑有酒精的人沒有提供呼氣樣本罪名，被判罰款6000元、停牌半年及自費參與駕駛改進課程3個月。

## 家庭生活
李英健已婚並育有二女。

## 外部網站
- Marchy Lee Official Site（英語）
- Porsche Carrera Cup Asia - Driver's Profile: Marchy Lee（英語） （页面存档备份，存于）
- Audi R8 LMS Cup - Drivers information: Marchy Lee （英文）